# Concentração
Em Química, concentração é um indicativo de composição de uma mistura, geralmente expressa como sendo a razão entre a quantidade de uma substância, o soluto, dissolvido num solvente e o volume da solução. A descrição matemática pode ser feita em quatro classificações: concentração em massa, concentração em quantidade de matéria, concentração em volume e concentração em número de entidades. O termo concentração pode ser aplicado para quaisquer misturas, sendo empregado comumente para se referir à solução.

## Definições
Para que seja considerada uma solução é necessário que o solvente, geralmente um líquido, separe as partículas de soluto, tal processo é chamado de dissolução. A partir disto, falamos em concentração, quanto mais partículas de soluto são envolvidas pelo solvente por unidade (mL, L, g, kg), mais concentrada é a solução e quanto menos partículas de soluto estão dissolvidas pelo solvente, menos concentrada é a solução.
Geralmente a concentração é medida em moles por decímetro cúbico ou moles por litro.

## Concentração comum de uma solução (C)
A concentração comum de uma solução é dada pela razão entre a massa do soluto, m, em gramas (g) e o volume, (v), da solução em litros (L). A unidade usual é g/L, a do Sistema Internacional (SI) é kg/m3:
{\displaystyle \ C={\frac {\mbox{m}}{\mbox{v}}}}
Pode ainda ser expressa pelas verdadeira unidades físicas g/ml, g/cm3, kg/L, etc. Em algumas atividades, como análises clínicas, são usadas variações como g/100 ml, g/100 cm3 ou g/dL ou ainda mg/mL.
Exemplo:

Exemplo de concentração dum soluto: quanto menos soluto, mais diluído; mais soluto, maior a concentração.

Num recipiente de volume máximo 2 litros foram adicionadas 3 colheres de chá com 2 g de sal de cozinha (NaCl) cada uma. Após este procedimento adiciona-se uma quantidade de água destilada para encher todo o recipiente, o volume total é dado pelo soluto com o solvente, totalizando 2 litros de solução. A quantidade de água é inferior a 2 litros. O cálculo é feito seguindo o raciocínio:
{\displaystyle C={\frac {\mbox{m}}{\mbox{v}}}}
{\displaystyle C={\frac {\mbox{6 g}}{\mbox{2 L}}}={\mbox{3 g/L}}}
ou seja, em cada litro dessa solução aquosa há 3 g de NaCl. Pode-se substituir a unidade litro por decímetro cúbico (dm3).

### Tipos de concentração
Uma solução pode ser insaturada, saturada ou super saturada. Diz que é insaturada aquela em que é possível dissolver mais soluto. Saturada se atingir o valor máximo de soluto que o solvente consegue dissolver. Super saturada se passou do limite máximo que é possível dissolver.

## Concentração quantitativa
A concentração duma solução pode ser expressa de várias formas: molaridade, molalidade, percentagem massa-massa (% m/m), percentagem massa-volume (% m/v), percentagem volume-volume (% v/v).

### Molaridade
É dada pela razão entre a quantidade de matéria, n, do soluto em mol (mol) e o volume, v, da solução em litros (L) ou decímetro cúbico. A unidade usual é mol/L ou M (lê-se "molar"), a do SI é mol/m3:
{\displaystyle \ C_{n}={\frac {\mbox{n}}{\mbox{v}}}}
Exemplo: adiciona-se 1 mol de NaCl em um recipiente de 5 litros. Logo, a concentração molar é:
{\displaystyle C_{n}={\frac {\mbox{1 mol}}{\mbox{5 L}}}={\mbox{0,2 mol/L}}}
Note que a concentração molar ou molaridade representa-se pela letra " M" mas geralmente usa-se o "CM" que significa também concentração molar.

### Molalidade
É dada pela razão do número de moles de soluto pela massa, em kilograma, de solvente.
{\displaystyle m={\frac {\mbox{moles de soluto (n)}}{\mbox{massa de solvente (kg)}}}}
Misturar 1 mol de NaCl num recipiente, juntando 5 Kg de água. Logo, a concentração molal é:
{\displaystyle m={\frac {\mbox{1 mol}}{\mbox{5 Kg}}}={\mbox{0,2 mol/Kg}}}

### Percentagem massa-massa ou fração mássica (ω)
É calculada pela proporção da quantidade de soluto pela quantidade da solução, em unidades de massa (g, Kg).
Conservando-se as unidades iguais pode ser calculada por:
{\displaystyle \%{\mbox{ massa}}={\frac {\mbox{massa do soluto (g)}}{\mbox{massa da solução (g)}}}\cdot 100}
Por exemplo, dissolver 1 g de NaCl em 99 g de água, sendo a solução de 100 g:
{\displaystyle \%{\mbox{ massa}}={\frac {\mbox{1 g NaCl}}{\mbox{1 g de NaCl + 99 g de água}}}\cdot 100=1\%}
Informalmentee esta unidade é expressa como m/m, contudo pelo Sistema internacional de unidades, deverá ser expressa utilizando a letra grega ômega (ω). Para o exemplo anterior, com a solução de cloreto de sódio, a notação correta seria: ω(NaCl) = 1 %. Comercialmente, há nomenclatura específica utilizada para produtos alcoólicos, sendo o índice percentual em massa (INPM) indicado nos frascos desses produtos.

### Percentagem massa-volume (% m/v)
É calculada pela proporção da massa de soluto pelo volume da solução.
{\displaystyle \%{\mbox{ m/v}}={\frac {\mbox{massa do soluto (g)}}{\mbox{volume da solução (ml)}}}\cdot 100}

Misturar 1 g de NaCl em água, de forma a totalizar 100 ml de solução final:
{\displaystyle \%{\mbox{ m/v}}={\frac {\mbox{1 g NaCl}}{\mbox{100 ml}}}\cdot 100=1\%}
Por cada 100 ml de solução, existem 1 g de NaCl.

### Percentagem volume-volume (φ)
É calculada pela proporção do volume de soluto pelo volume da solução levando-se em consideração sempre a mesma unidade.
{\displaystyle \%{\mbox{ volume}}={\frac {\mbox{volume do soluto (ml)}}{\mbox{volume da solução (ml)}}}\cdot 100}
Exemplo: uma solução de 100 ml de álcool a φ = 95 %, significa que em 100 ml existem 95 ml de álcool, sendo os 5 % restantes corespondentes à água. Informalmente esta unidade é apresentada como "(v/v)", contudo, pelo Sistema internacional de unidades, esta proporção é indicada corretamente pela letra gega φ (phi).